# Eialete de Damasco
```
   |-
       |
Erro:
:  
valor não especificado para "
nome_comum
"

   |-
       | 
Erro:
:  
valor não especificado para "
continente
"
```

O Eialete de Damasco (Turco Otomano: ایالت شام; Eyālet-i Šām) era um eialete do Império Otomano. A sua área relatada no século XIX era de 20 020 milha quadradas (52 000 km2). Tornou-se um eialete depois dos Otomanos o terem conquistado dos Mamelucos em 1516. Janbirdi al-Ghazali, um traidor Mameluco, foi o primeiro beilerbei de Damasco. O Eialete de Damasco foi uma das primeiras províncias Otomanas a tornar-se um vilaiete depois de uma reforma administrativa em 1865, e em 1867 transformou-se no Vilaiete da Síria.

## Jurisdição territorial
O Império Otomano conquistou a Síria dos Mamelucos após a Batalha de Marj Dabiq em Agosto de 1516 e os subsequentes compromissos de lealdade pagos ao sultão Otomano Selim I em Damasco por delegações de notáveis de toda a Síria. Os Otomanos estabeleceram Damasco como o centro de um eialete (província otomana) cujos territórios consistiam nas mamelacas (mamlakat); províncias mamelucas) de Damasco, Hama, Trípoli, Safed e Queraque. A mamelaca de Alepo, que cobria grande parte do norte da Síria, tornou-se no Eialeto de Alepo. Por alguns meses, em 1521, Trípoli e o seu distrito foram separados do Eialete de Damasco, mas depois de 1579, o Eialete de Trípoli tornou-se permanentemente na sua própria província.
No final do século XVI, o Eialete de Damasco era administrativamente dividido em sanjacos (distritos) de Palmira, Safed, Lajum, Ajlun, Nablus, Jerusalém, Gaza e Queraque, além da cidade de Damasco e o seu distrito. Havia também o sanjaco de Sídon-Beirute, embora durante o final do século XVI, frequentemente trocasse de mãos entre os eialetes de Damasco e Trípoli. Brevemente em 1614, e depois permanentemente após 1660, os sanjacos de Sídon-Beirute e Safed foram separados de Damasco para formar o Eialete de Sídon. Essas divisões administrativas ocorreram em grande parte com mudanças relativamente pequenas até meados do século XIX.

## Governadores
- Jambirdi Algazali (1518–1521)
- Amade Paxá ibne Riduão (1601–1607)
- Solimão Paxá Alazém (1733–1737; 1741–1743)
- Assade Paxá Alezém (1743–1757)
- Otomão Paxá Alcurji (1760-1771)
- Abedalá Paxá Alazém (1795-1798; 1799-1803; 1804–1807)
- Maomé Emim Raufe Paxá (Outubro de 1828 - Julho de 1831)
- Maomé Selim Paxá (1830–1831)

## Divisões administrativas

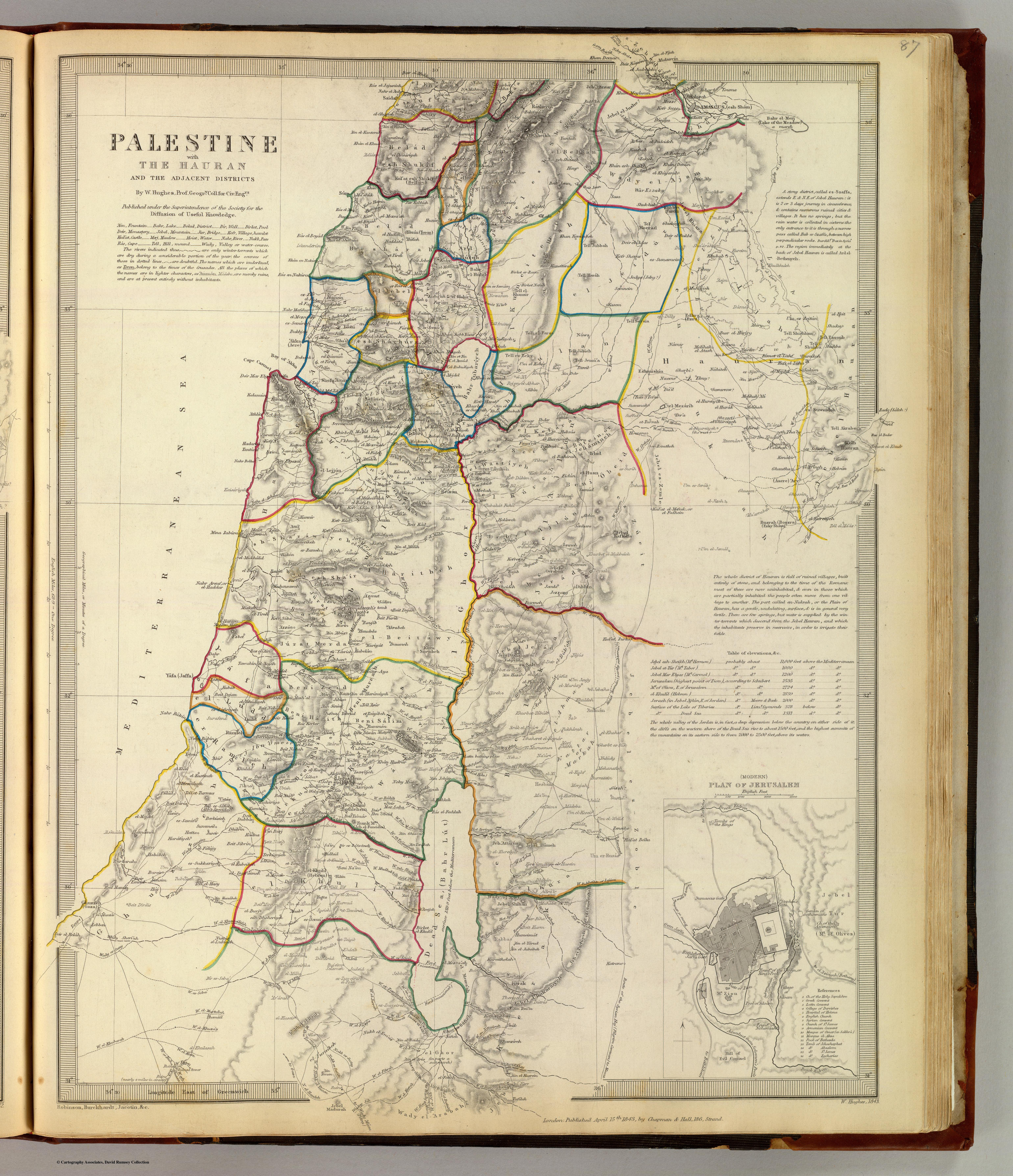
Palestina com o Haurã e os distritos adjacentes, William Hughes 1843

Sanjacos do Eialete de Damasco no século XVII:
- Sanjacos de Khass (i.e. rendeu uma receita de terra):

1. Sanjaco de Damasco
2. Sanjaco de Jerusalem
3. Sanjaco de Gaza
4. Sanjaco de Queraque
5. Sanjaco de Safed
6. Sanjaco de Nablus
7. Sanjaco de Ajlun
8. Sanjaco de Lajum
9. Sanjaco de Beca

- Sanjacos de Saliane (i.e. tinha um subsídio anual do governo):

1. Sanjaco de Tadmor
2. Sanjaco de Sidom
3. Sanjaco de Beirute